# Abyssochrysos brasilianum
Abyssochrysos brasilianum là một loài ốc biển, là động vật thân mềm chân bụng sống ở biển thuộc họ Abyssochrysidae.

## Phân bố
continental slope off đông nam Brazil